# Monkey (язык программирования)
Monkey — язык программирования, предназначенный для разработки игр на различных платформах включая настольный компьютер, мобильные и игровые консоли. Сам по себе, язык является объектно-ориентированным диалектом языка Бейсик. Компилятор транслирует код Monkey в исходный код для нескольких целевых платформ, который затем компилируется. В настоящее время официальными целевыми платформами являются: Windows, Mac OS X, Android, iOS, PS4, HTML5 и Adobe Flash. Monkey создан компанией Blitz Research Ltd, создавшей BlitzBasic, Blitz3D and BlitzMax. Пользователями были созданы другие целевые платформы, включающие BlitzMax, Python, Game Boy Advance.
Базовая версия Monkey X — распространяется свободно под лицензией zlib/png, pro-версия, позволяющая компилировать приложения не только под десктопные операционные системы и HTML5, но и мобильные платформы — проприетарный коммерческий программный продукт.

## История
Monkey был разработан Марком Сибли из Blitz Research Ltd. и выпущен 1 марта 2011 года. Monkey классифицируется как компилятор от источника к источнику, который может преобразовывать код Monkey в код Java, ActionScript, C++, C# или JavaScript. Этот язык программирования направлен на мульти-платформенную разработку приложений. Он имеет подробную реализацию объектно ориентированной парадигмы и поддерживает наследование, полиморфизм, шаблоны, интерфейсы. Monkey классифицируется как строго типизированный язык.
Начиная с версии 0.59, в Monkey присутствует отладчик для платформ, основанных на C++.

## Mojo
Mojo представляет собой графический модуль для Monkey и предназначен, в первую очередь, для написания простых 2D-игр.

## Целевые платформы
- Windows
- Mac OS X
- Android
- iOS
- HTML5
- Flash
- XNA
- PlayStation Vita

## Пример кода
```
'
 
включение
 
строгого
 
режима

Strict

'
 
импорт
 
модуля
 
mojo

Import
 
mojo

'
 
точка
 
входа
 
приложения
 
monkey

Function
 
Main
:
Int
()

  
New
 
GameApp

  
Return
 
0

End

'
 
основной
 
класс
,
 
расширяющий
 
класс
 
mojo
 
app

Class
 
GameApp
 
Extends
 
App

  
Field
 
player
:
Player

  
'
 
переопределение
 
метода
 
mojo
 
oncreate
 

  
Method
 
OnCreate
:
Int
()

    
'
 
загрузка
 
изображения
 
player
.
png
 
в
 
переменную
 
img
,
 
медиаданные
 
должны
 
храниться
 
в
 
папке
 
project
.
data
  

    
Local
 
img
:
Image
 
=
 
LoadImage
(
"player.png"
)

    
player
 
=
 
New
 
Player
(
img
,
 
100
,
 
100
)

    
'
 
установка
 
обновлений
 
в
 
секунду
 
равным
 
60

    
SetUpdateRate
 
60

    
Return
 
0

  
End

  
'
 
переопределение
 
метода
 
mojo
 
onupdate
 

  
Method
 
OnUpdate
:
Int
()

    
player
.
x
+=
1

    
If
 
player
.
x
 
>
 
100

      
player
.
x
 
=
 
0

    
End

    
Return
 
0

  
End

  
'
 
переопределение
 
метода
 
mojo
 
onrender

  
Method
 
OnRender
:
Int
()

    
'
 
очистка
 
экрана
 
заданным
 
цветом
 
(
красный
,
 
зелёный
,
 
синий
)

    
Cls
 
32
,
 
64
,
 
128

    
player
.
Draw
()

    
Return
 
0

  
End

End

'
 
класс
 
игрока

Class
 
Player

  
Field
 
x
:
Float
,
 
y
:
Float

  
Field
 
image
:
Image

  
'
 
конструктор

  
Method
 
New
(
img
:
Image
,
 
x
:
Int
,
 
y
:
Int
)

    
self
.
image
 
=
 
img

    
self
.
x
 
=
 
x

    
self
.
y
 
=
 
y

  
End

  
'
 
рисование
 
спрайта

  
Method
 
Draw
:
Void
()

    
DrawImage
 
image
,
 
x
,
 
y

  
End

End

```

## Программы, написанные с использованием Monkey
- Zombie Trailer Park Архивная копия от 29 августа 2012 на Wayback Machine — Flash and iOS
- Pirate Solitaire — iOS Архивная копия от 12 ноября 2012 на Wayback Machine, Android Архивная копия от 8 декабря 2011 на Wayback Machine and Flash Архивная копия от 30 августа 2012 на Wayback Machine
- Jet Worm — iPhone and iPad
- Blotty Pots Архивная копия от 3 декабря 2012 на Wayback Machine — Android, iOS, WP7
- New Star Soccer Mobile Архивная копия от 28 августа 2012 на Wayback Machine — Android, iOS, Flash and HTML5

## Monkey 2
Весной 2016 года Марк Силби опубликовал раннюю версию Monkey 2 — языка программирования, наследующего Monkey-X с поддержкой обобщённого программирования, функций как объектов первого класса и замыканий и т.п. Продукт полностью открыт под лицензией zlib. Первая версия Monkey 2 была выпущена 30 июня 2016 года. Евгений Горошкин на основе кода Ted — среды, поставляемой с первым Monkey, написал на Monkey 2 Ted2Go — IDE для Monkey 2

### Monkey-X
- Проект Monkey (язык программирования) на сайте GitHub
- Артур Бикмуллин. Язык программирования Monkey. habr.com (20 ноября 2012). Дата обращения: 8 февраля 2019. Архивировано 9 февраля 2019 года.
- Русскоязычное сообщество Monkey Архивная копия от 9 февраля 2019 на Wayback Machine
- Немецкий форум Архивная копия от 10 июля 2020 на Wayback Machine
- Jungle IDE Архивная копия от 10 ноября 2019 на Wayback Machine, расширенный коммерческий IDE для Monkey

### Monkey 2
- monkeycoder.co.nz — официальный сайт Monkey
- Проект Monkey 2 на сайте GitHub
- страничка monkey2 Архивная копия от 9 февраля 2019 на Wayback Machine на blitzresearch